# مصطفى ذيب إرشيد
مصطفى ذيب إرشيد أو كما يلقب ب الأمين مصطفى إرشيد سياسي فلسطيني من الحزب السوري القومي الاجتماعي، وكان نائبًا في البرلمان الأردني.

## نشأته
ولد الأمين مصطفى في بلدة الكفير في جنين عام 1912م، ودرس في الجامعة الأميركية في بيروت في الفترة 1934 - 1935، تابع دراسته في معهد الحقوق الحكومي في القدس ومنه تخرج محامياً. عين مفوضاً مركزياً للحزب للأردن في الفترة الممتدة بين 1952 - 1954 ثم رئيساً للشعبة السياسية الأردنية، عام 1954 منح رتبة الأمانة. مثّـل الأمين مصطفى إرشيد الحزب في المجلس النيابي الأردني عام 1954 عن منطقة جنين.
وبعد نكبة عام 1948 تشكلت في الضفة الغربية مع شرقي الأردن حالة إدارية حزبية واحدة، كانت تتخذ أحياناً شكل منفذية، وأحياناً أخرى شكل مفوضية جنوبي سورية، ومن الذين تولوا المسؤوليات الأمين مصطفى أرشيد الذي انتخب نائباً في المجلس النيابي الأردني عن منطقة جنين عام 1954، كما تولى رئاسة الحزب في 15 أغسطس عام 1956.